# 紫電改展示館
紫電改展示館（しでんかいてんじかん）は、1980年（昭和55年）5月1日に開館した、愛媛県南宇和郡愛南町の馬瀬山公園にある、現存する国内唯一の紫電改を展示する施設である。

## 概要
1978年（昭和53年）11月、地元の漁業者が出漁中に偶然水深約40メートルの海底に横たわる飛行機らしきものを発見した。調査の結果、太平洋戦争期における旧日本海軍の局地戦闘機 紫電改であることがわかり、翌1979年7月14日に、34年ぶりに引き揚げられた
。
引き揚げられた紫電改はかなり傷んでいたが、できるだけ不時着水没時の姿で残すというかたちで復元されることになり、その作業は、川西航空機の後身である新明和工業の協力工場である「阿波機械工業」が現場工事にあたった。
来館者の減少や施設の老朽化などから2026年度の完成を目標に建て替えが計画されているが、検討委員会で建設資材の高騰や移設費用、さらには機体の補強などの費用が当初の計画から増加傾向で予算規模に合わせると施設の縮小が必要との議があり、今後の協議で計画の変更・延長などが可能性がある。

## ギャラリー

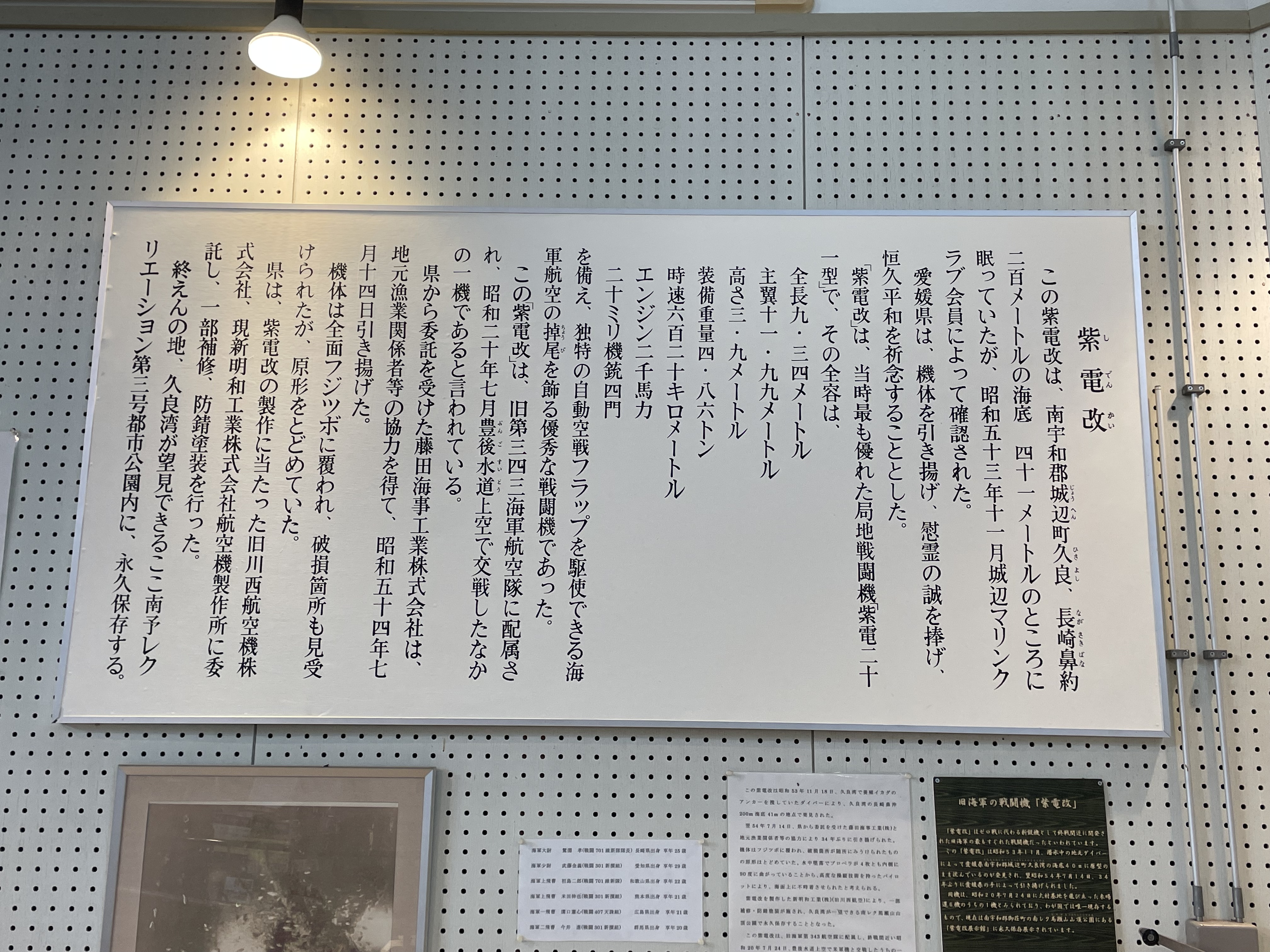
紫電改の展示説明
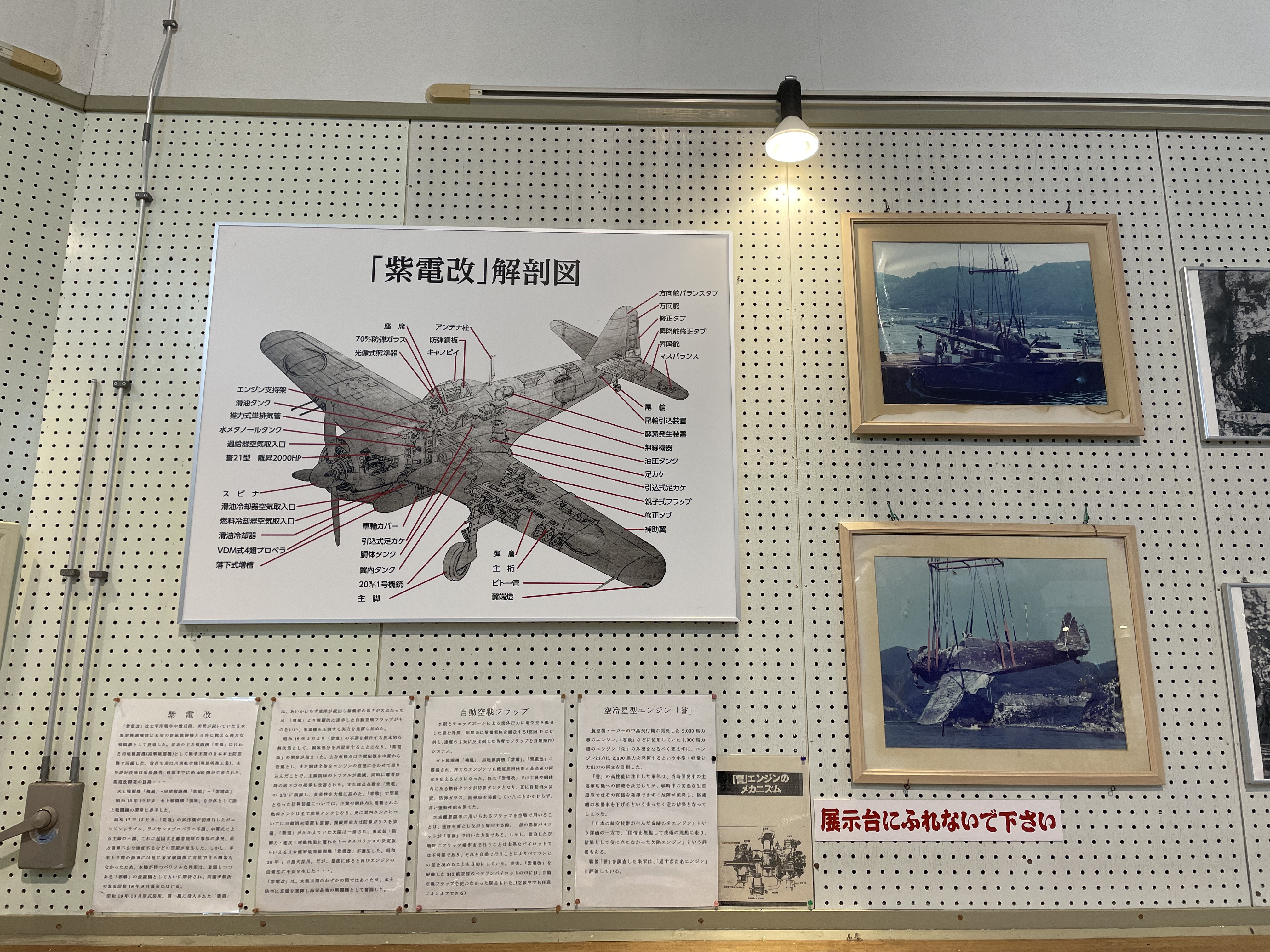
紫電改「解剖図」
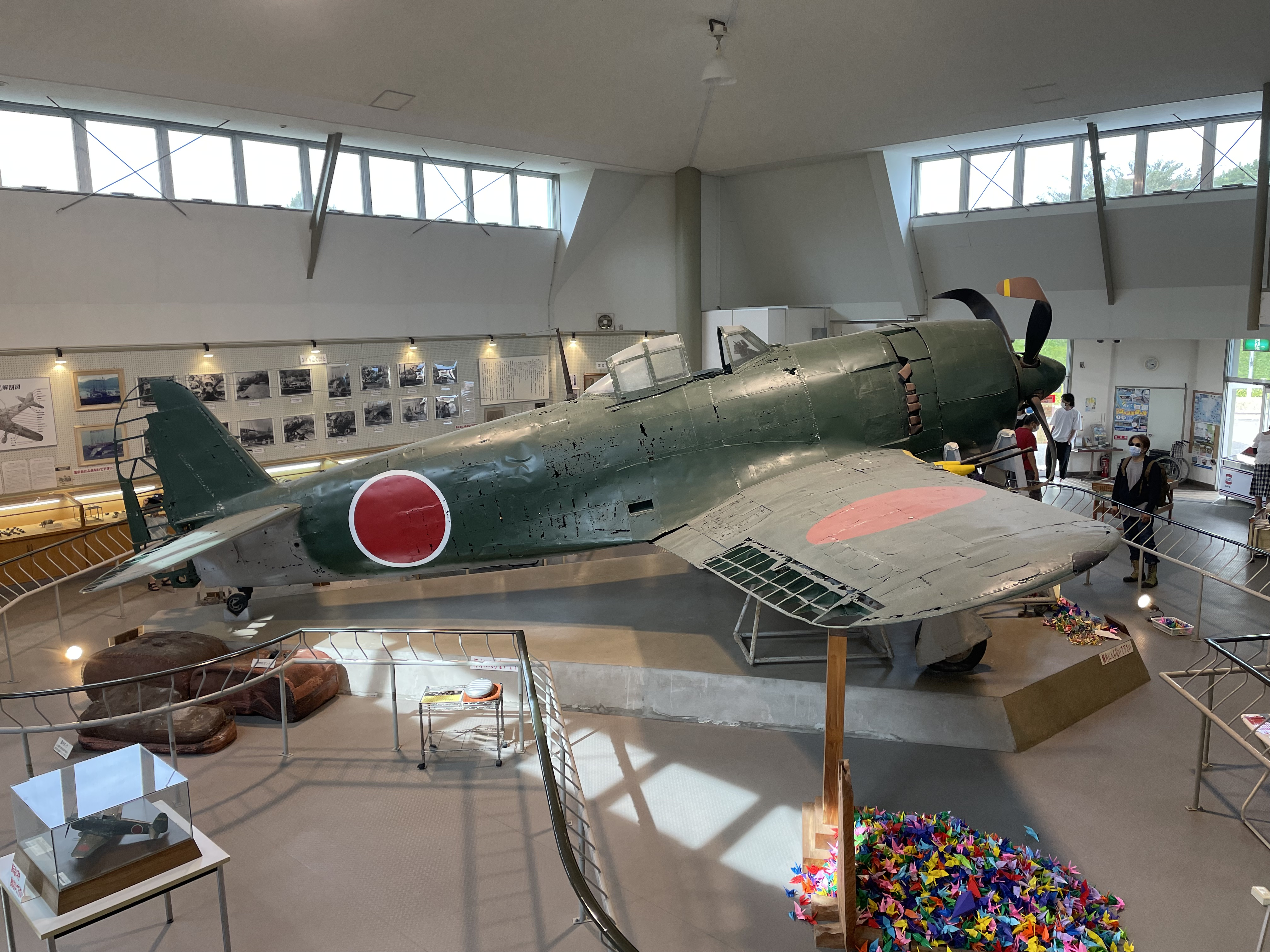
右側から見た紫電改
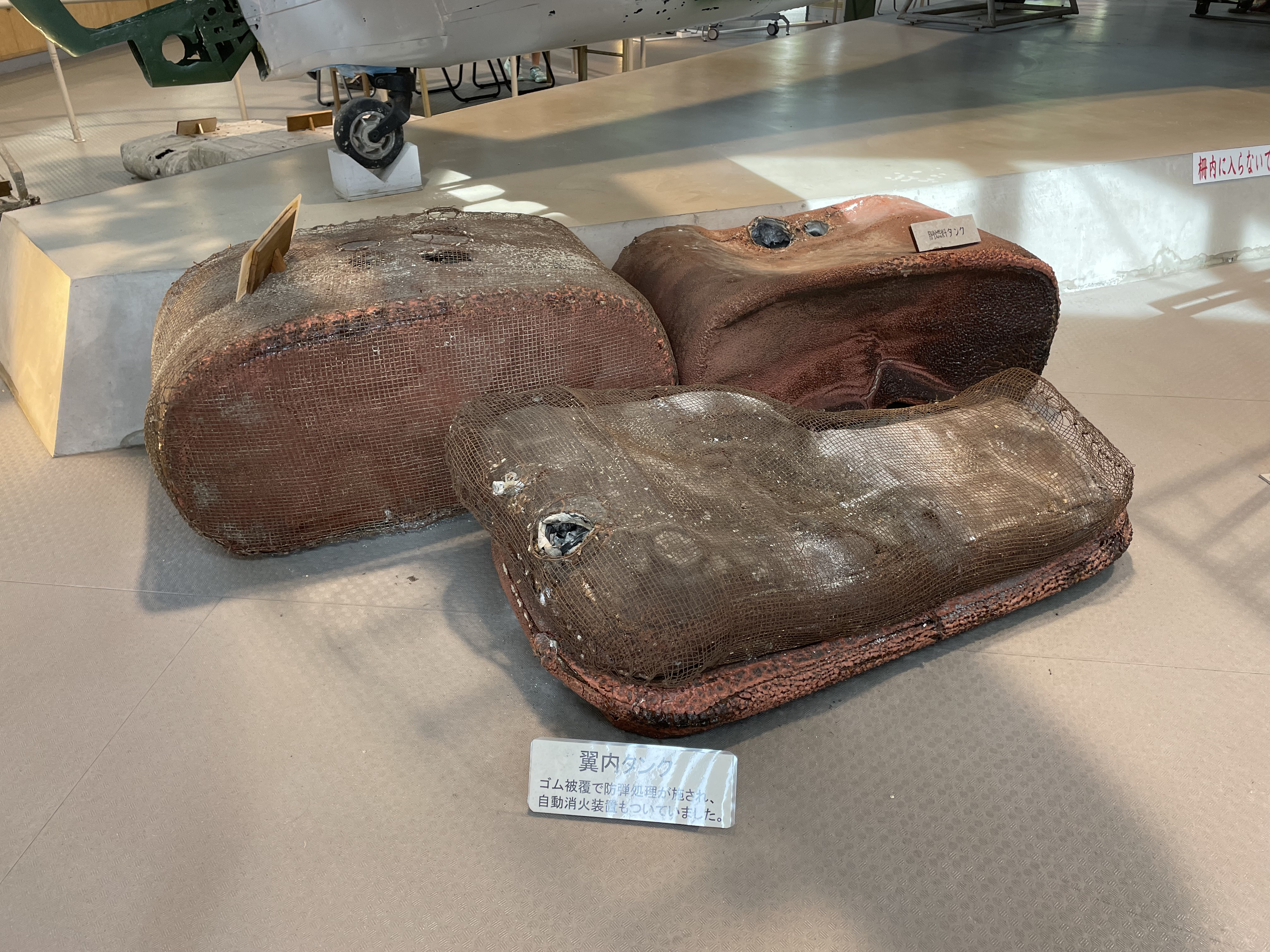
翼内タンク
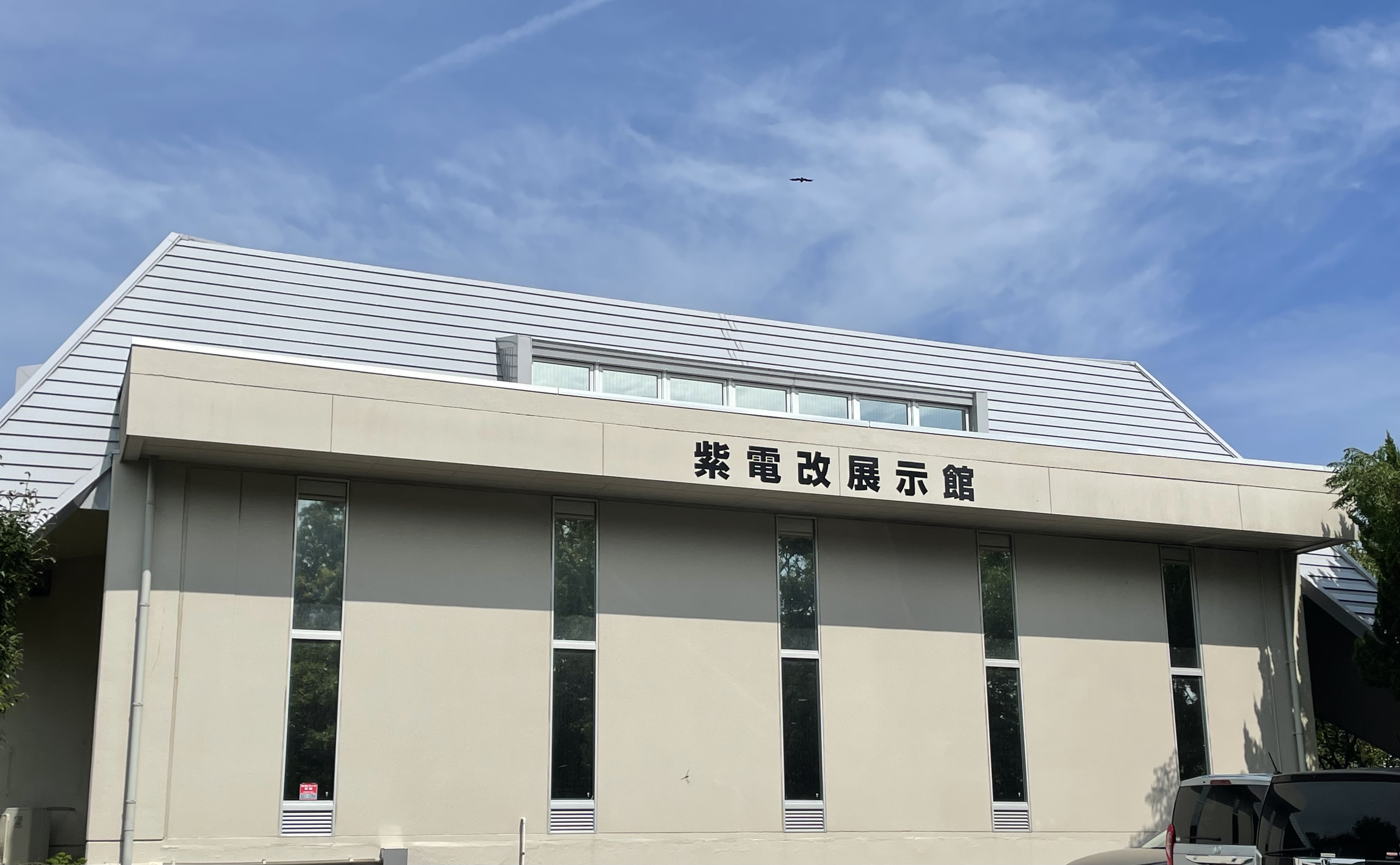
紫電改展示館の外観
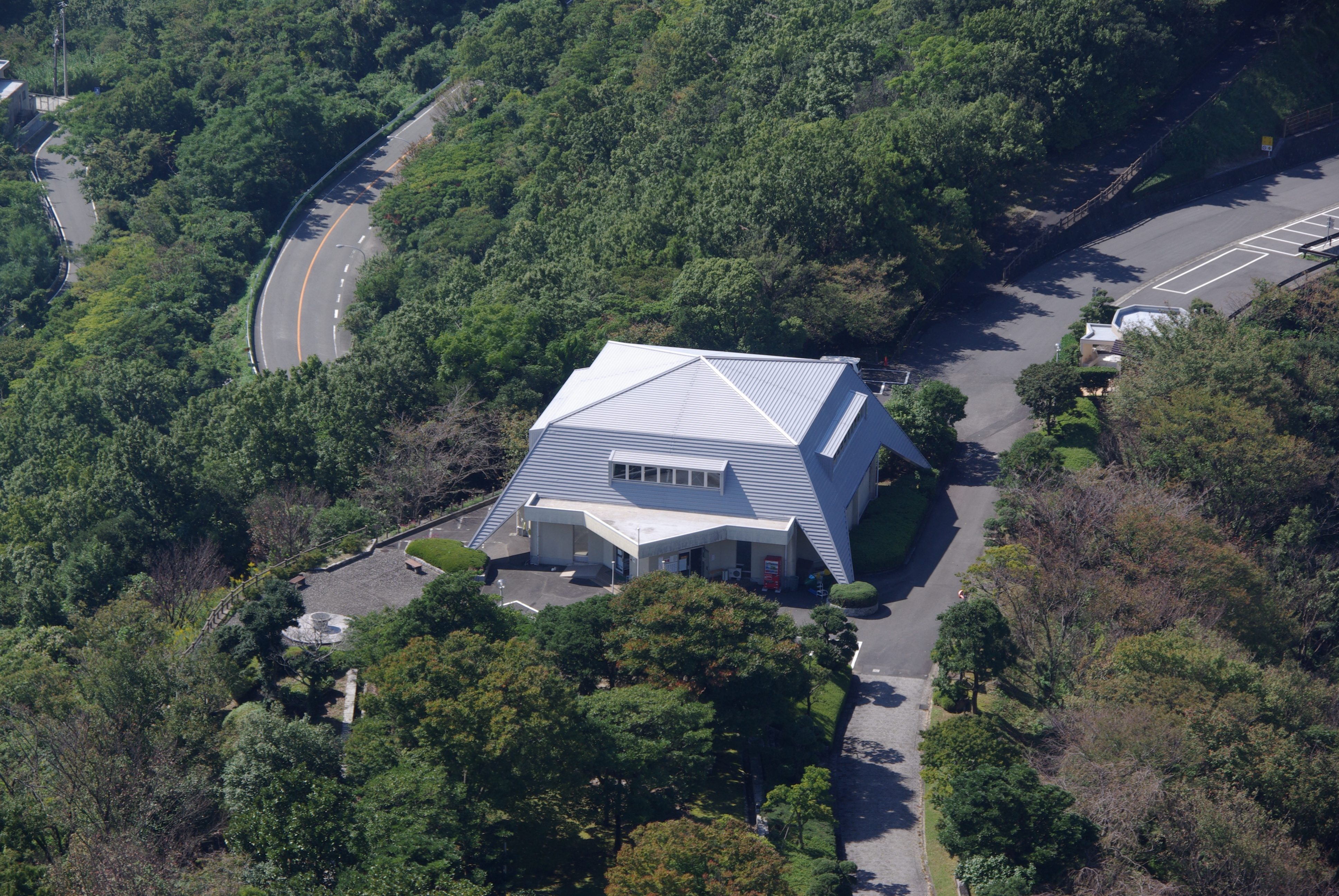
紫電改展示館の外観
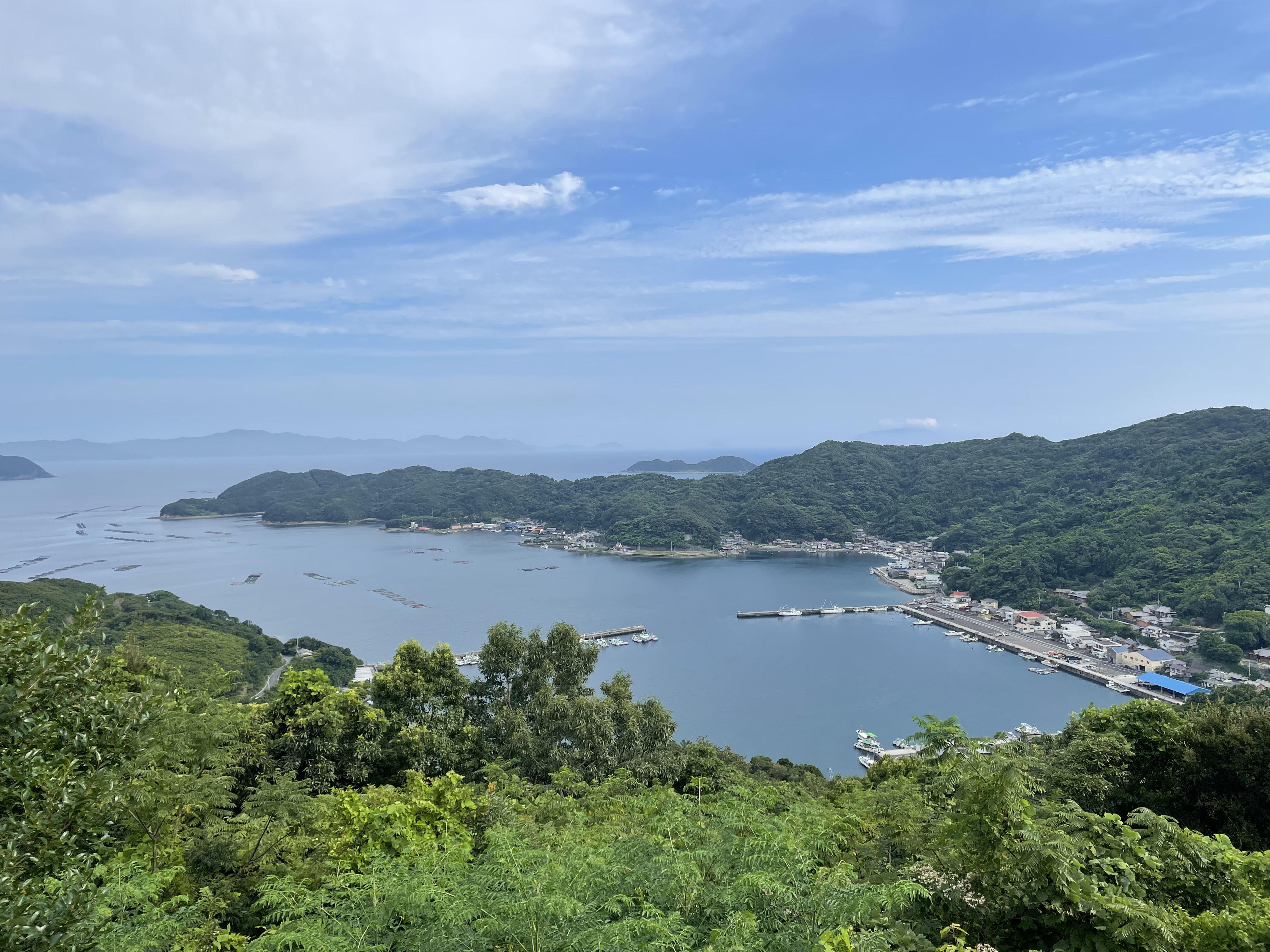
展示館の外から眺めた久良湾